# Der Lotterieschwede
Der Lotterieschwede ist eine deutsche Literaturverfilmung der DEFA von Hans Joachim Kunert aus dem Jahr 1958 nach der gleichnamigen Novelle des dänischen Schriftstellers Martin Andersen Nexö.

## Handlung
Die einsame dänische Ostseeinsel Bornholm im Jahr 1880 ist grau und kalt. Hier fristet der Steinbrucharbeiter Johan Jönnson mit seiner Frau und den Kindern ein armseliges Leben. Selbst die Mitarbeit seines Sohnes im Steinbruch reicht nicht aus, um erträglich leben zu können. In seiner Not hofft Johan auf ein Lotterielos und dessen Gewinn, um seine Lebensverhältnisse aufzubessern. Da es sich hierbei um ein Serienlos handelt, wird er vom Verkäufer genötigt, immer wieder ein neues zu kaufen. Das tägliche Elend verleitet ihn aber immer öfter, nach Feierabend in die Gaststätte zu gehen, um sich dem Alkohol hinzugeben.
Als sein noch sehr kleines Kind schwer erkrankt, hat er kein Geld mehr, um den Arzt zu bezahlen, denn er hatte gerade erst wieder ein Los gekauft. Obwohl der Arzt auch ohne sofortige Bezahlung nach dem Kind sehen wollte, kam dieser zu spät. Johan versuchte in seiner Verzweiflung sein Glück in der Kneipe beim Würfelspiel. Als das Bargeld aufgebraucht war, setzte er sein Lotterielos ein. Aber er verlor auch die weiteren Spiele und somit sein Los. Bei der nächsten Ziehung wurde seine Zahl gezogen und ihm schon von allen Seiten zum Gewinn gratuliert. Aber das Los gehörte ihm nicht mehr. Am Tiefpunkt angekommen nimmt sich Johan im Steinbruch das Leben.
Sein Sohn Per hat indessen begriffen, dass Glücksspiel nicht das Mittel ist, das erbärmliche Leben der Arbeiter zu verändern und schafft es, ein neues Leben zu beginnen.

## Produktion
Der Lotterieschwede hatte am 11. September 1958 im Berliner Kino Babylon Premiere.
Der Start im DDR-Fernsehen war am 28. Juni 1960 im DFF.

## Kritik
Karl-Eduard von Schnitzler charakterisierte den Film im Filmspiegel als erschütternd, den man als trostlos bezeichnen müsste, wenn die entsetzlichen Arbeits- und Lebensbedingungen der 1880er Jahre nicht heute durch den Kampf der Arbeiterklasse im Kapitalismus gemildert und im Sozialismus überwunden wären. Der Regisseur habe das alles in der epischen Breite der Novelle angelegt, oft zu breit, zu lang, zu sehr ohne Spannung. Der film-dienst sah in dem Film Der Lotterieschwede den kammerspielhaften Versuch einer realistischen Schilderung des harten Milieus, der trotz guter Darsteller nicht in allen Belangen überzeuge. Die beabsichtigte übergreifende soziale Anklage werde zugunsten der Darstellung eines individuellen Schicksals zurückgedrängt.